# General Motors Astro
Pour les articles homonymes, voir General Motors et Astro.
Ne doit pas être confondu avec Chevrolet Astro ou Chevrolet Astro I.
Les General Motors Astro I, II et III ou Chevrolet Astro I, II et III sont une série de 3 concept cars GT du constructeur automobile américain General Motors, conçus en 1967, 1968 et 1969.  

## Histoire
Cette série de concept-cars Chevrolet Corvette de General Motors succède entre autres à la série General Motors Firebird I, II, III et IV du salon automobile General Motors Motorama, et participe à l'évolution des Chevrolet Corvette de série.

### Astro I (1967)

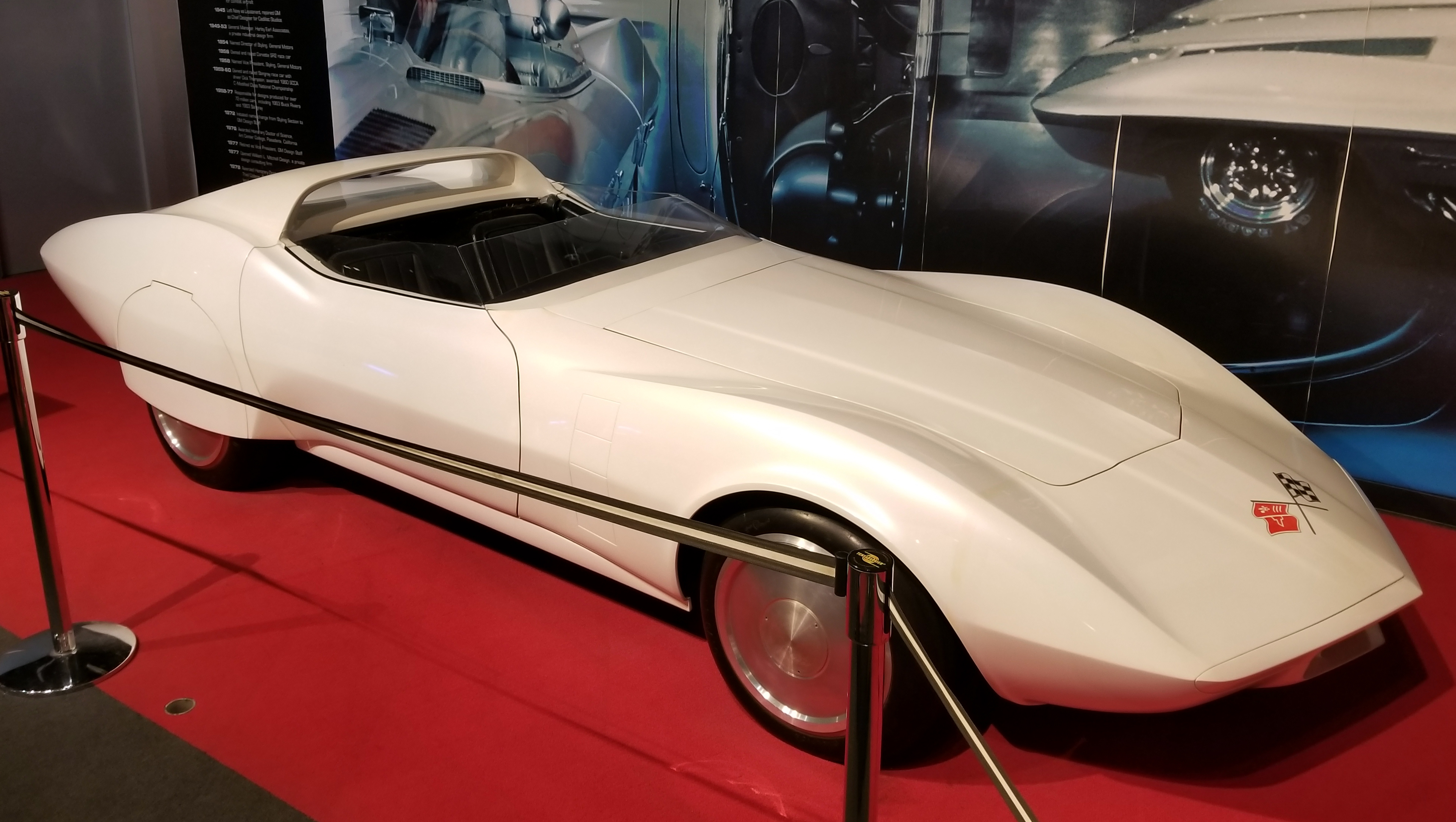
Chevrolet Astrovette (version speedster de la General Motors Astro I) au National Corvette Museum.

Présenté au salon de l'automobile de New York 1967, ce concept-car GT noir-rouge de 90 cm de haut est conçu par les designers et vice-président de General Motors Bill Mitchell, et designer Larry Shinoda (en). Inspiré des précédents concept-cars Chevrolet Corvair Monza GT (1963) et Chevrolet Mako Shark I et II (1962 et 1965), il se caractérise par une carrosserie en fibre de verre au design futuriste sans portières, avec accès à l'habitacle par l'ouverture à commande électrique (à l'image d'un coquillage) de tout le toit et partie arrière, avec phares escamotables, suspensions indépendantes, freins à disques en magnésium, et moteur 6 cylindres boxer. Il est décliné en version Chevrolet Astrovette speedster (1968) et inspire la Chevrolet Corvette C3 de série de 1968.

### Astro II (1968)

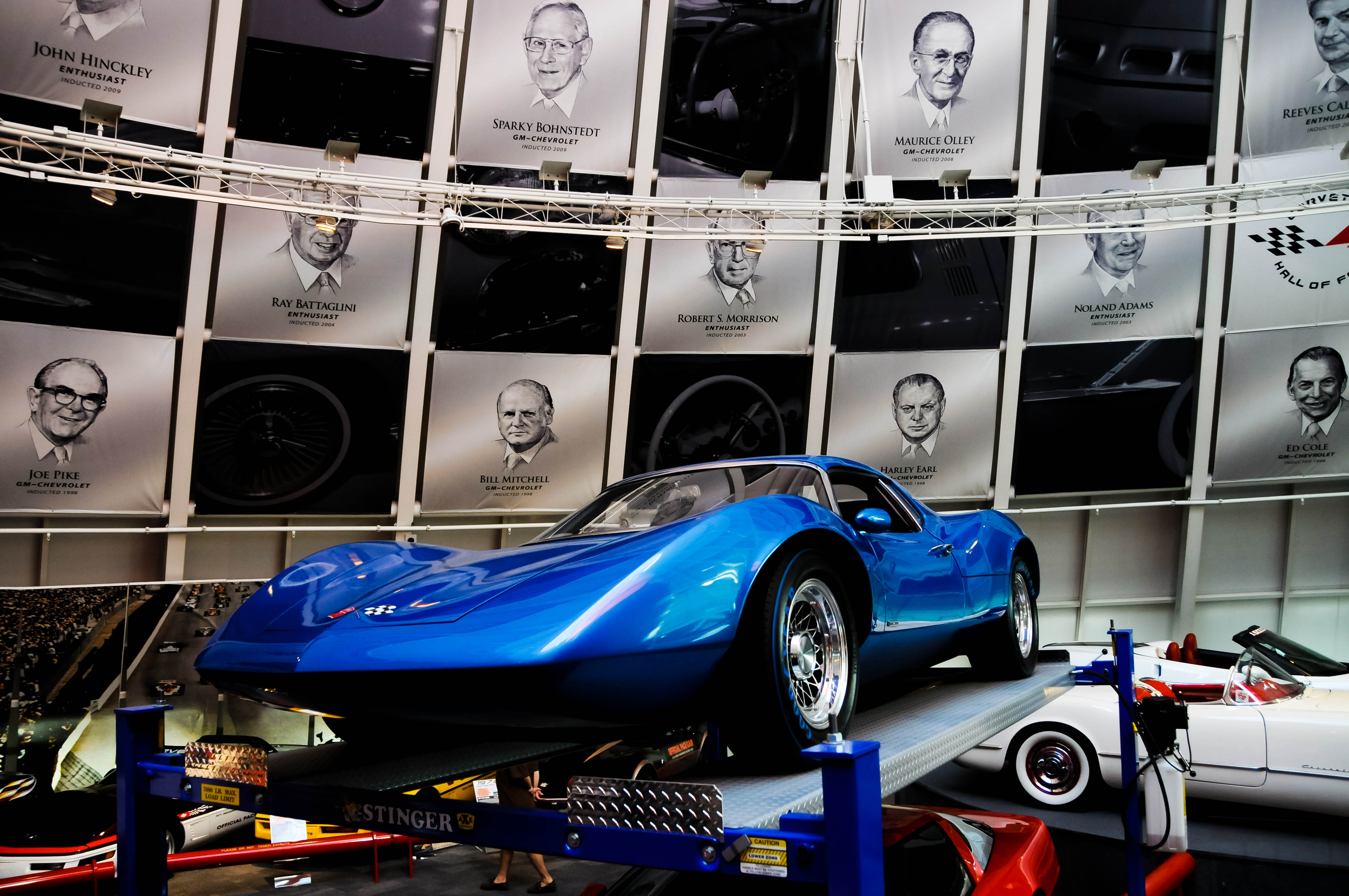
General Motors Astro II Concept (1968) du National Corvette Museum de Bowling Green (Kentucky).

Ce second concept car Astro II (GM XP-880) est conçu par le président Bill Mitchell, et les chef-designer Zora Arkus-Duntov (en) et designer Larry Shinoda (en), avec un design très inspiré des Chevrolet Corvair Monza GT de 1962, pour tester une future Chevrolet Corvette à moteur central V8 de 7 L de cylindrée, capable de rivaliser avec des Ford GT40 de 1964,. Les concept-cars Chevrolet Aerovette de 1969 lui succède.

### Astro III (1969)

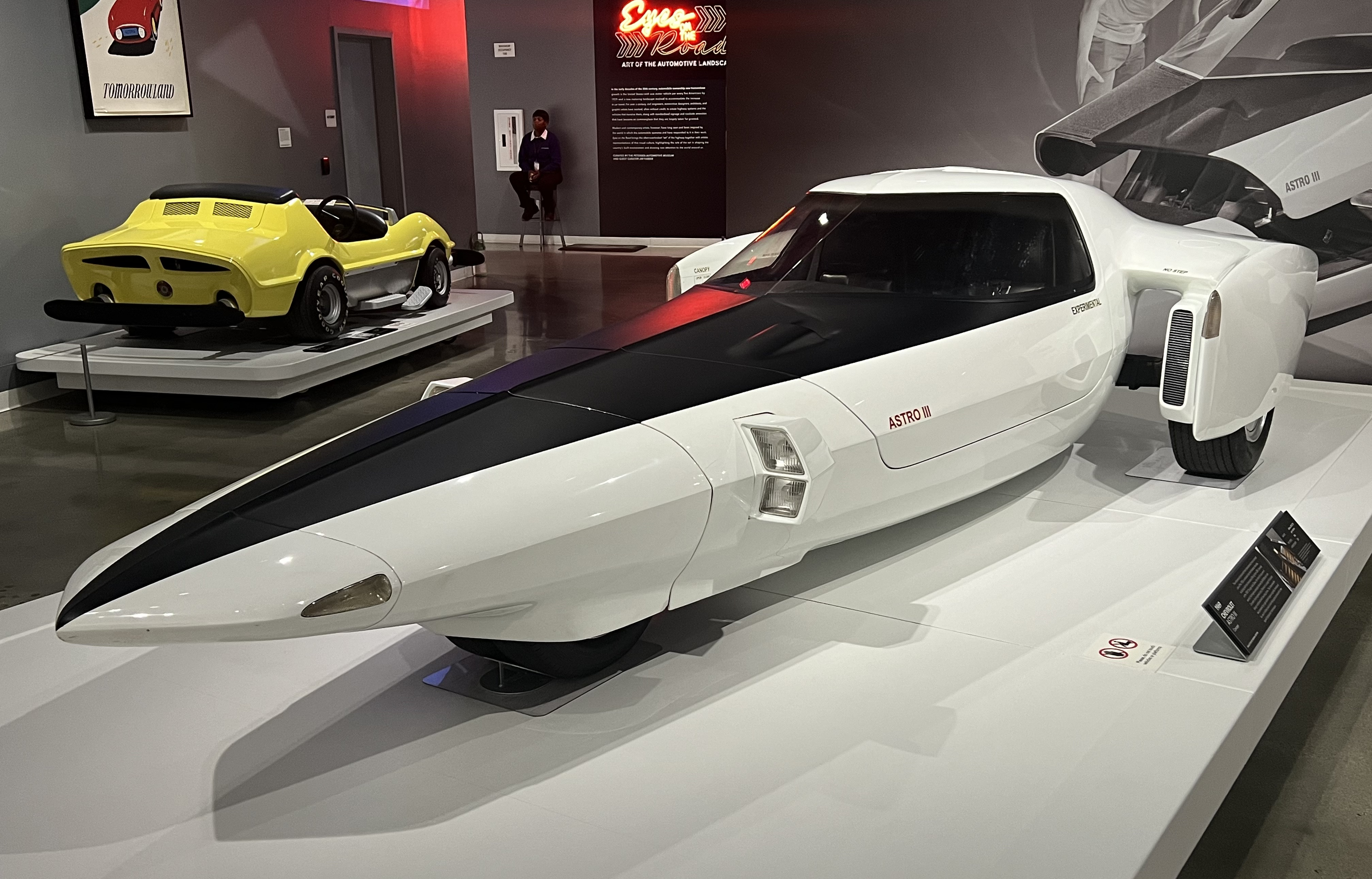
General Motors Astro III, au Petersen Automotive Museum de Los Angeles.

Le troisième concept car « hautes performances » est une voiture à moteur d'avion (voiture à turbine qui succède aux précédentes General Motors Firebird I, II, III et IV) avec un design inspiré d'un fuselage et cockpit d'avion de chasse ou de fusée. Elle est présentée en 1969, l'année ou les astronautes américains Neil Armstrong et Buzz Aldrin posent le premier pied humain sur la Lune, avec leur fusée Apollo 11, et ou le film 2001, l'Odyssée de l'espace de Stanley Kubrick révolutionne le cinéma de science-fiction. Elle est propulsée par une turbine à gaz de type turbomoteur Allison Model 250-C18 de 317 ch, et est censée pouvoir être utilisée à haute vitesse sur des autoroutes équipées de systèmes de contrôles sécurisés futuristes,,,. 